# Sân bay Innsbruck

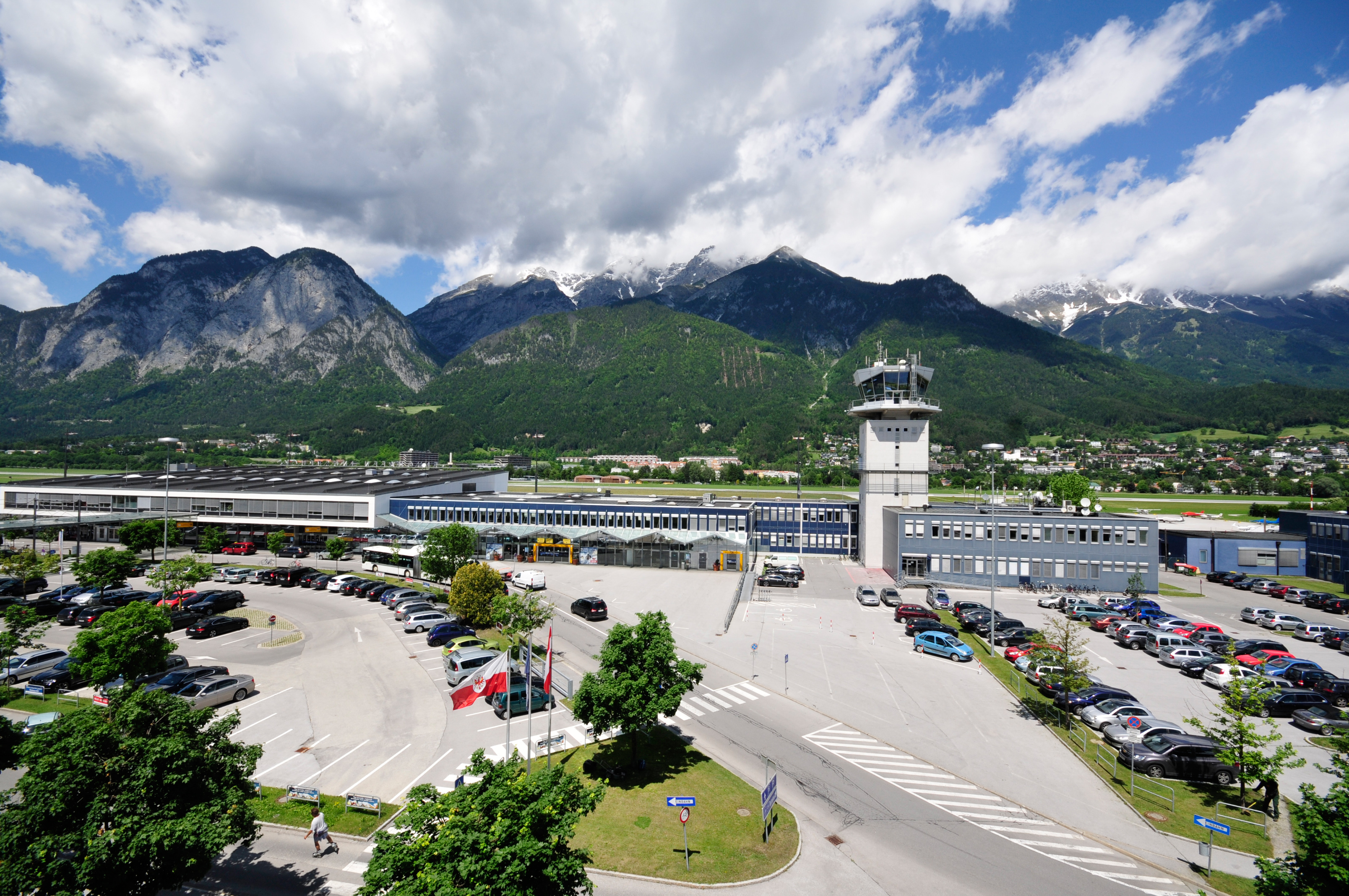

Sân bay Innsbruck Kranebitten (IATA: INN, ICAO: LOWI) là sân bay lớn nhất ở Tyrol ở phía tây nước Áo. Sân bay này phục vụ các chuyến bay xung quanh Alps. Trong mùa Đông, hoạt động sân bay này gia tăng do nhiều vận động viên đến trượt tuyết trong vùng. Đây là căn cứ chính của các hãng hàng không Tyrolean Jet Services, Welcome Air và Austrian Airlines, Austrian Arrows.
Sân bay này các trung tâm Innsbruck 2,5 dặm. 

## Các hãng hàng không và các tuyến điểm
- Austrian Airlines (Moscow-Domodedovo (seasonal))
  - Austrian Arrows operated by Tyrolean Airways (Frankfurt, Wien)
- easyJet (London-Gatwick, Manchester)
- Niki (Palma de Mallorca, Rhodos)
- S7 Airlines (Moscow-Domodedovo (theo mùa))
- TUIfly (Cologne/Bonn)
- Welcome Air (Gothenburg-Landvetter, Graz, Hannover, Kristiansand, Olbia, Nice, Stavanger)

## Các hàng bay thuê bao mùa Hè 2008
- Air Malta (Malta)

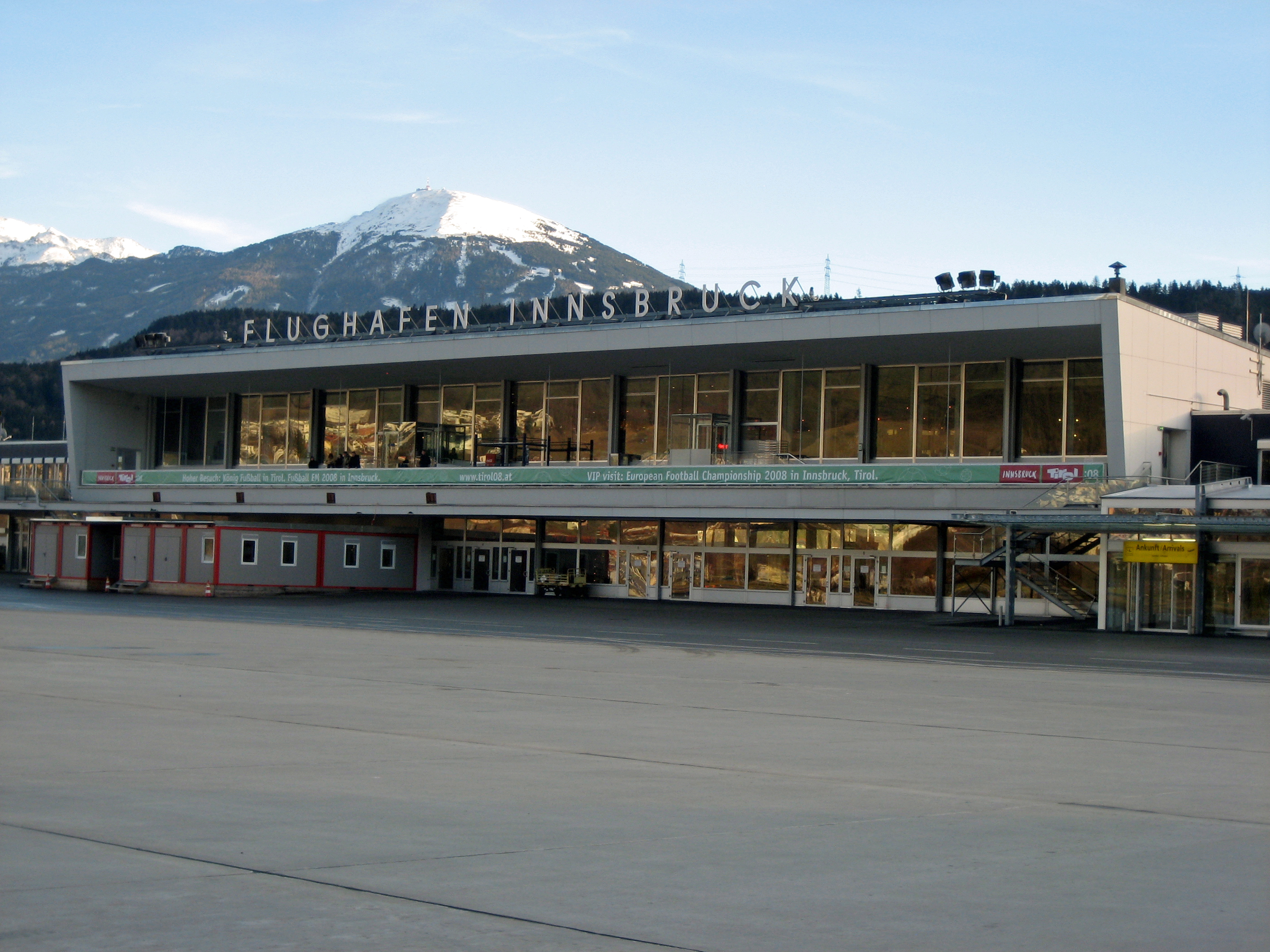
Innsbruck Airport terminal building

- Austrian Airlines vận hành bởi Lauda Air (Antalya, Corfù, Heraklion, Hurghada, Kos, Larnaca, Monastir, Palma de Mallorca, Reus, Rhodi, Split, Thessaloniki, Tivat, Tunis, Zakynthos)
- Austrian Airlines operated by Austrian Arrows (Birmingham, Brac, Calvi, Dublin, East Midlands, Edinburgh, Exeter, Kalamata, Kefalonia, Lamezia Terme, Leeds, Lemnos, Naxos, Newcastle, Preveza, Tivat, Tortolì, Zadar)
- Finnair (Helsinki)
- First Choice Airways (Manchester)
- Pegasus Airlines (Dalaman)
- SunExpress (Antalya)